# Fei Ren Zai
Fei Ren Zai (xinès simplificat: 非人哉, pinyin: Fēi rén zāi, literalment 'Inhumà') és un còmic serialitzat a Sina Weibo, Youyaoqi, NetEase Comics i Bilibili Comics. El nom original és Shenme Gui? (xinès simplificat: 神么鬼, pinyin: Shénme guǐ, literalment 'Quin Déu?').
L'obra es serialitza al canal oficial de Weibo des del 21 d'agost de 2015. El còmic explica la història d'un grup de déus i monstres llegendaris que viuen a la capital imperial. Més tard es va adaptar a una sèrie animada. El Weibo oficial va llançar un vídeo musical animat el 16 de març de 2018, amb Luo Tianyi cantant el tema principal. L'animació es va estrenar exclusivament a Tencent Video el 29 de març de 2018. S'emeté també a Bilibili a partir del 7 de febrer de 2019. Al Japó, fou emesa per TV Tokyo a partir del 5 de juliol de 2023.